# Ehretia
Ehretia is een geslacht uit de ruwbladigenfamilie (Boraginaceae). De soorten uit het geslacht komen in de (sub)tropische delen van de Oude Wereld en van Mexico tot in Centraal-Amerika en het Caraïbisch gebied.

## Soorten
- Ehretia acuminata R.Br.
- Ehretia alba Retief & A.E.van Wyk
- Ehretia amoena Klotzsch
- Ehretia anacua (Terán & Berland.) I.M.Johnst.
- Ehretia angolensis Baker
- Ehretia aspera Willd.
- Ehretia asperula Zoll. & Moritzi
- Ehretia australis J.S.Mill.
- Ehretia bakeri Britten
- Ehretia changjiangensis F.W.Xing & Ze X.Li
- Ehretia coerulea Gürke
- Ehretia confinis I.M.Johnst.
- Ehretia cortesia Gottschling
- Ehretia corylifolia C.H.Wright
- Ehretia crebrifolia (Miers) ined.
- Ehretia cymosa Thonn.
- Ehretia decaryi J.S.Mill.
- Ehretia densiflora F.N.Wei & H.Q.Wen
- Ehretia dichotoma Blume
- Ehretia dicksonii Hance
- Ehretia dissita A.R.Bean
- Ehretia dolichandra R.R.Mill
- Ehretia dunniana H.Lév.
- Ehretia glandulosissima Verdc.
- Ehretia grahamii Randell
- Ehretia hainanensis I.M.Johnst.
- Ehretia janjalle Verdc.
- Ehretia javanica Blume
- Ehretia kaessneri Vaupel
- Ehretia keyensis Warb.
- Ehretia latifolia Loisel.
- Ehretia lengshuikengensis S.S.Ying
- Ehretia longiflora Champ. ex Benth.
- Ehretia macrophylla Wall.
- Ehretia matthewii Kottaim.
- Ehretia meyersii J.S.Mill.
- Ehretia microcalyx Vaupel
- Ehretia microphylla Lam.
- Ehretia mollis (Blanco) Merr.
- Ehretia moluccana Riedl
- Ehretia namibiensis Retief & A.E.van Wyk
- Ehretia obtusifolia Hochst. ex A.DC.
- Ehretia papuana S.Moore
- Ehretia parallela C.B.Clarke
- Ehretia philippinensis A.DC.
- Ehretia phillipsonii J.S.Mill.
- Ehretia pingbianensis Y.L.Liu
- Ehretia pranomiana Rueangs. & Suddee
- Ehretia psilosiphon R.R.Mill
- Ehretia resinosa Hance
- Ehretia retusa (G.Don) Wall. ex A.DC.
- Ehretia rigida (Thunb.) Druce
- Ehretia rosea Gürke
- Ehretia saligna R.Br.
- Ehretia seyrigii J.S.Mill.
- Ehretia siamensis Teijsm. & Binn. ex Gagnep. & Courchet
- Ehretia silvana R.R.Mill
- Ehretia takaminei Hatus.
- Ehretia timorensis Decne.
- Ehretia tinifolia L.
- Ehretia trachyphylla C.H.Wright
- Ehretia tsangii I.M.Johnst.
- Ehretia urceolata W.Fitzg.
- Ehretia wallichiana Hook.f. & Thomson ex C.B.Clarke
- Ehretia wightiana Wall. ex G.Don
- Ehretia winitii Craib

... · 
Alkanna · 
Amsinckia · 
Anchusa (Ossentong) · 
Asperugo · 
Borago · 
Brunnera · 
Cordia · 
Cynoglossum (Hondstong) · 
Echium · 
Heliotropium (Heliotroop) · 
Lappula · 
Lithospermum (Parelzaad) · 
Myosotidium · 
Myosotis (Vergeet-mij-nietje) · 
Nonea · 
Omphalodes · 
Pentaglottis · 
Phacelia · 
Pulmonaria (Longkruid) · 
Symphytum (Smeerwortel) · 
...